# Jądrzak
Jądrzak (łac. androblastoma) – guz jajnika wydzielający zarówno męskie jak i żeńskie hormony płciowe, mogący powodować wirylizację u kobiet i przedwczesne dojrzewanie płciowe u dzieci.
Zbudowany jest z różnej ilości oraz różnych stadiów dojrzałości komórek przypominających komórki Sertolego oraz Leydiga. Guzy te w 75% mają zdolność syntetyzowania hormonów, to znaczy estrogenów, progestagenu, androgenów, a nawet kortyzolu. Dzięki tej zdolności dają objawy defeminizacji oraz maskulinizacji, nadmiernego dojrzewania płciowego u dziewczynek lub mogą przebiegać z zespołem Cushinga.
Makroskopowo jądrzaki są najczęściej guzami litymi, zawierającymi żółtawe ogniska. Mogą występować zmiany torbielowate.
W budowie mikroskopowej guzy dobrze zróżnicowane zawierają komórki przypominające dojrzałe komórki Sertolego tworzące układy cewkowe, między którymi w podścielisku obecne są dojrzałe komórki Leydiga. W postaciach średnio zróżnicowanych komórki Sertolego układają się w pasma lub gniazda. Przy braku zróżnicowania komórki maja kształt wrzecionowaty i pojawiają się liczne patologiczne mitozy oraz atypia komórkowa. 